# Lisi Korytarzyk
Lisi Korytarzyk – jaskinia w Dolinie Kobylańskiej na Wyżynie Olkuskiej wchodzącej w skład Wyżyny Krakowsko-Częstochowskiej. Administracyjnie znajduje się w granicach wsi Karniowice, w gminie Zabierzów w powiecie krakowskim.

## Opis jaskini
Lisi Korytarzyk znajduje się w bocznym orograficznie lewym odgałęzieniu górnej części Doliny Kobylańskiej, w wąwozie oddzielającym wzniesienie Borynia od wzniesienia Wzgórze Dumań. Wąwóz ten ma wylot zaraz powyżej skał Lotniki. Jaskinia znajduje się w grupie najwyżej w nim położonych skał. Na skale tej uprawiana jest wspinaczka skalna, a wspinacze nadali jej nazwę Sękata Grzęda. Otwór Lisiego Korytarzyka znajduje się na południowej ścianie skały, około 10 m na prawo od dużego otworu Jaskini w Górze Doliny Kobylańskiej. Za otworem korytarzyk stromo się obniża i po dwóch metrach tworzy skrajnie trudny zacisk. Za nim widoczna jest niezbadany, bardzo ciasny korytarzyk. Na dnie jaskini gruz i duża ilość liści.
Jest to jaskinia krasowa utworzona w późnojurajskich wapieniach skalistych. Jest widna i przewiewna. W jej otworze rosną mchy. Ze zwierząt obserwowano pająka sieciarza jaskiniowego, korytarzyk za zaciskiem prawdopodobnie zamieszkuje lis.

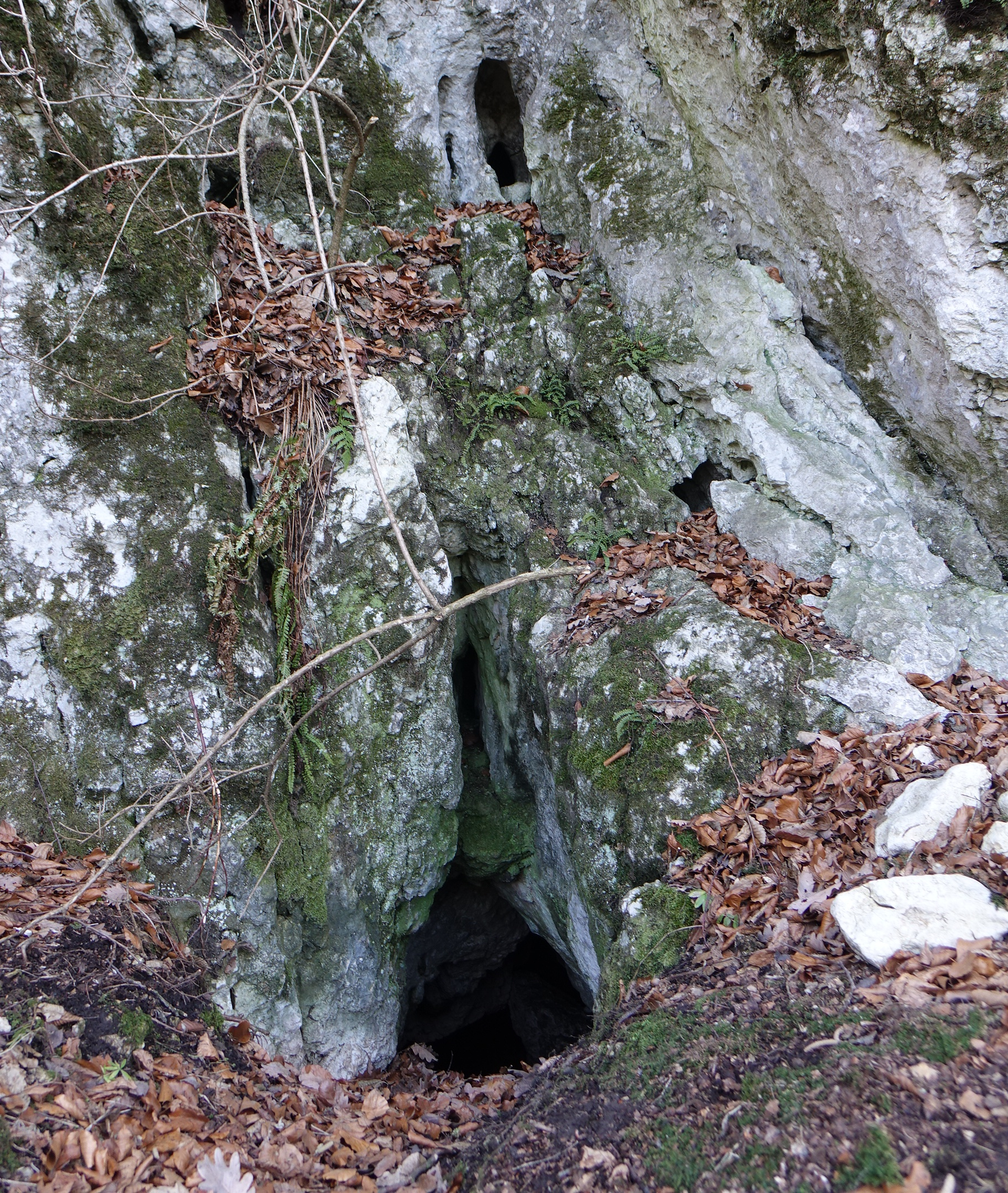
Otwór
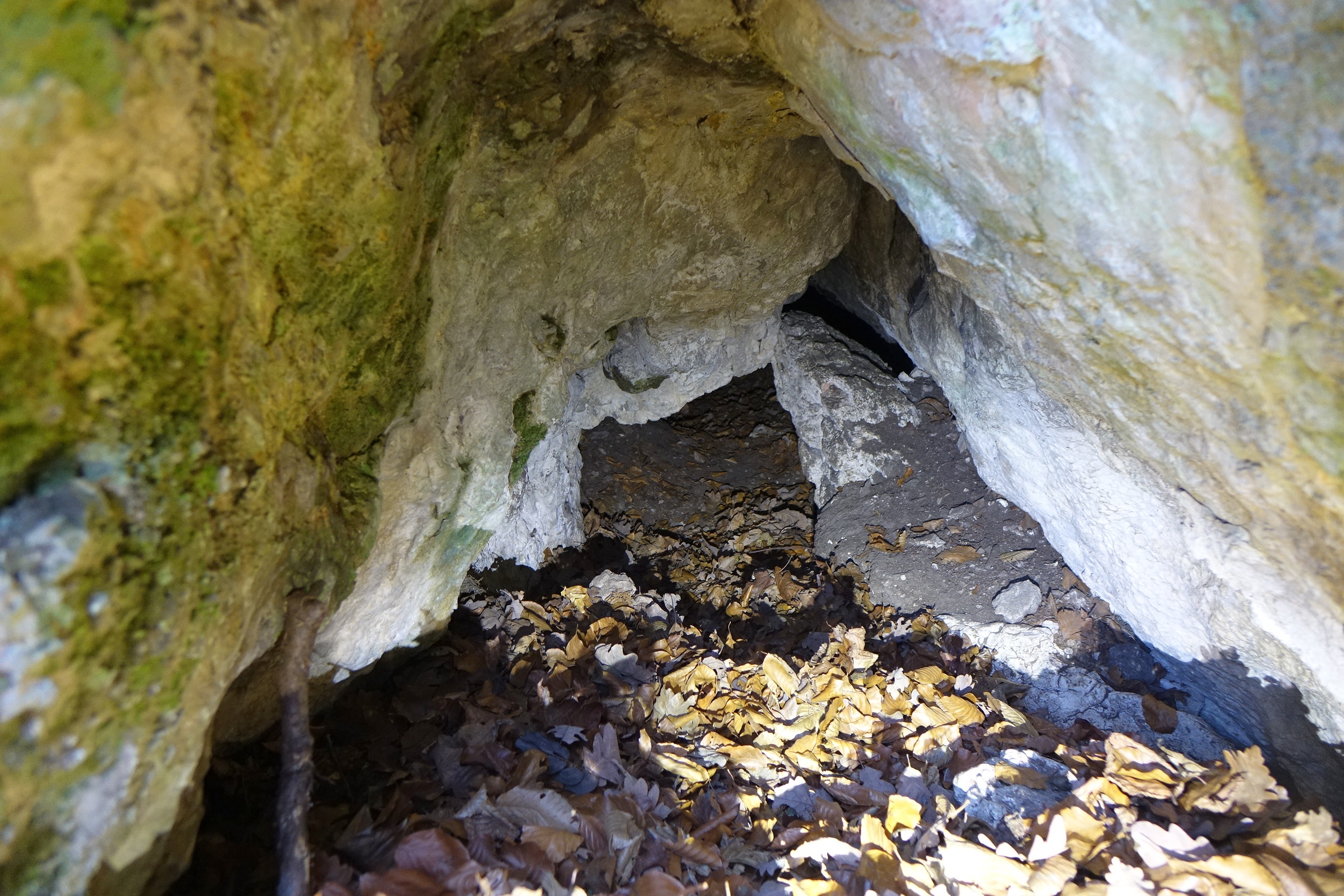
Korytarzyk

W Samotnym Murku znajduje się jeszcze Jaskinia w Górze Doliny Kobylańskiej i Pojedyncza Koliba.